# Сентервілл (Нью-Йорк)
Сентервілл (англ. Centerville) — місто (англ. town) в США, в окрузі Аллегені штату Нью-Йорк. Населення — 929 осіб (2020).

## Демографія
Згідно з переписом 2010 року, у місті мешкали 822 особи в 284 домогосподарствах у складі 205 родин. Було 470 помешкань
Расовий склад населення:
| - 97,7 % — білих - 0,2 % — корінних американців - 0,1 % — чорних або афроамериканців - 1,2 % — осіб інших рас |

До двох чи більше рас належало 0,7 %. Частка іспаномовних становила 1,2 % від усіх жителів.
За віковим діапазоном населення розподілялося таким чином: 32,1 % — особи молодші 18 років, 56,6 % — особи у віці 18—64 років, 11,3 % — особи у віці 65 років та старші. Медіана віку мешканця становила 34,5 року. На 100 осіб жіночої статі у місті припадало 98,1 чоловіків;  на 100 жінок у віці від 18 років та старших — 100,7 чоловіків також старших 18 років.
Середній дохід на одне домашнє господарство  становив 48 846 доларів США (медіана — 41 346), а середній дохід на одну сім'ю — 53 878 доларів (медіана — 47 500). Медіана доходів становила 31 484 долари для чоловіків та 36 250 доларів для жінок. За межею бідності перебувало 21,7 % осіб, у тому числі 35,7 % дітей у віці до 18 років та 13,1 % осіб у віці 65 років та старших.
Цивільне працевлаштоване населення становило 287 осіб. Основні галузі зайнятості: освіта, охорона здоров'я та соціальна допомога — 25,8 %, виробництво — 18,8 %, будівництво — 12,9 %, сільське господарство, лісництво, риболовля — 12,9 %.